# Маха, Витезслав
Витезслав Маха (чеш. Vítězslav Mácha); 6 апреля 1948, Крмелин — 29 мая 2023) — чехословацкий борец греко-римского стиля, чемпион и призёр Олимпийских игр, двукратный чемпион мира, чемпион и неоднократный призёр чемпионатов Европы. Первый олимпийский чемпион из Чехословакии.

## Биография
Начал заниматься борьбой в 14 лет, и через три года занятий стал чемпионом Чехословакии как по греко-римской, так и по вольной борьбе. В том же, 1965 году вместе с тренером, переехал в Остраву. Дебютировал на чемпионате Европы 1967 года, но неудачно.
На Летних Олимпийских играх 1968 года в Мехико, сбросив около 10 килограммов, боролся в категории до 68 килограммов (лёгкий вес). Выбывание из турнира проходило по мере накопления штрафных баллов. За чистую победу штрафные баллы не начислялись, за победу за явным преимуществом начислялось 0,5 штрафных балла, за победу по очкам 1 штрафной балл, за ничью 2 или 2,5 штрафных балла, за поражение по очкам 3 балла, поражение за явным преимуществом 3,5 балла, чистое поражение — 4 балла. Если борец набирал 6 или более штрафных баллов, он выбывал из турнира. Титул оспаривали 26 человек. Витезслав Маха, отравившись перед началом соревнований грязной водой, потерпел два поражения в четырёх схватках, и выбыл из турнира.
| Круг | Соперник         | Страна                                    | Результат | Основание                                     | Время схватки |
| ---- | ---------------- | ----------------------------------------- | --------- | --------------------------------------------- | ------------- |
| 1    | Клаус Поль       | Германская Демократическая Республика     | Поражение | За явным преимуществом (3,5 штрафных балла)   |               |
| 2    | Марио Товар      | Мексика                                   | Победа    | Туше (0 штрафных баллов)                      | 1:33          |
| 3    | Горд Гарви       | Канада                                    | Победа    | Дисквалификация соперника (0 штрафных баллов) |               |
| 4    | Геннадий Сапунов | Союз Советских Социалистических Республик | Поражение | По очкам (3 штрафных балла)                   |               |

В 1971 году на турнире в Будапеште получил перелом рёбер, последствия которого преследовали его всю борцовскую карьеру. В связи с травмой, в межолимпийский цикл смог только в 1972 году на чемпионате Европы взять «бронзу»
На Летних Олимпийских играх 1972 года в Мюнхене боролся в категории до 74 килограммов (полусредний вес). Регламент турнира оставался прежним. Титул оспаривали 20 спортсменов. Несмотря на поражение в первой же схватке, повреждение плеча в пятом круге, Витезслав Маха сумел стать олимпийским чемпионом.
| Круг  | Соперник            | Страна                                | Результат | Основание                     | Время схватки |  |
| ----- | ------------------- | ------------------------------------- | --------- | ----------------------------- | ------------- |  |
| 1     | Иван Колев          | Болгария                              | Поражение | По очкам (3 штрафных балла)   | 1:34          |  |
| 2     | Нестор Гонзалес     | Аргентина                             | Победа    | Туше (0 штрафных баллов)      | 2:31          |  |
| 3     | Мехмет Тюрют        | Турция                                | Победа    | По очкам (0,5 штрафных балла) | 1:22          |  |
| 4     | Даниэль Робен       | Франция                               | Победа    | По очкам (1 штрафной балл)    |               |  |
| 5     | Клаус Поль          | Германская Демократическая Республика | Победа    | По очкам (1 штрафной балл)    | -             |  |
| Финал | Петрос Галактопулос | Греция                                | Победа    | По очкам (1 штрафной балл)    | -             |  |

В 1974 году стал чемпионом мира, но на чемпионате Европы взял только «серебро», так же, как и в 1973 году. В 1975 году на чемпионате мира остался вообще без медали, четвёртым, на чемпионате Европы — третьим.
На Летних Олимпийских играх 1976 года в Монреале боролся в категории до 74 килограммов (полусредний вес). Регламент турнира оставался прежним. Титул оспаривали 18 спортсменов. Витезслав Маха, потерпев в финальной схватке поражение от советского борца Анатолия Быкова, остался вторым.
| Круг  | Соперник            | Страна                                    | Результат | Основание                                     | Время схватки |  |
| ----- | ------------------- | ----------------------------------------- | --------- | --------------------------------------------- | ------------- |  |
| 1     | Клаус-Петер Гёпферт | Германская Демократическая Республика     | Победа    | Дисквалификация соперника (0 штрафных баллов) | 8:17          |  |
| 2     | Бриан Рэнкен        | Канада                                    | Победа    | Дисквалификация соперника (0 штрафных баллов) | 6:57          |  |
| 3     | Янко Шопов          | Болгария                                  | Победа    | 12-2 (0,5 штрафных балла)                     |               |  |
| 4     | Микко Хухтала       | Финляндия                                 | Победа    | 4-3 (1 штрафной балл)                         |               |  |
| 5     | -                   | -                                         | -         | -                                             | -             |  |
| Финал | Анатолий Быков      | Союз Советских Социалистических Республик | Поражение | 3-7 (3 штрафных балла)                        |               |  |

В 1977 году стал победителем и чемпионата мира, и чемпионата Европы, на европейском турнире был признан лучшим борцом чемпионата.
На Летних Олимпийских играх 1980 года в Москве боролся в категории до 74 килограммов (полусредний вес). Регламент турнира оставался прежним. Титул оспаривали 14 спортсменов. Витезслав Маха в четвёртом круге набрал 8 штрафных баллов и из турнира выбыл, заняв шестое место.
| Круг | Соперник        | Страна                                    | Результат | Основание                                         | Время схватки |  |
| ---- | --------------- | ----------------------------------------- | --------- | ------------------------------------------------- | ------------- |  |
| 1    | Жак Ван Ланкер  | Бельгия                                   | Победа    | 8-6 (1 штрафной балл)                             |               |  |
| 2    | Леннарт Лунделл | Швеция                                    | Победа    | 3-3 по дополнительным критериям (1 штрафной балл) |               |  |
| 3    | Анатолий Быков  | Союз Советских Социалистических Республик | Поражение | 2-4 (3 штрафных балла)                            |               |  |
| 4    | Янко Шопов      | Болгария                                  | Поражение | 2-6 (3 штрафных балла)                            |               |  |

После окончания карьеры, стал тренером, работал со сборной страны. С 1990 по 1992 год членом Исполнительного комитета федерации борьбы Чехии, с 1993 по 1996 год — председателем.
Жил в родном селе, разводил голубей, его питомцы были трёхкратными чемпионами страны.
Скончался 29 мая 2023 года в возрасте 75 лет.